# Иоаннидис, Эвангелос
 Эвангелос Иоаннидис  (греч.  Ευάγγελος Ιωαννίδης  Айдын, 1881 — Афины, 1942) — греческий художник 20-го века.

## Биография

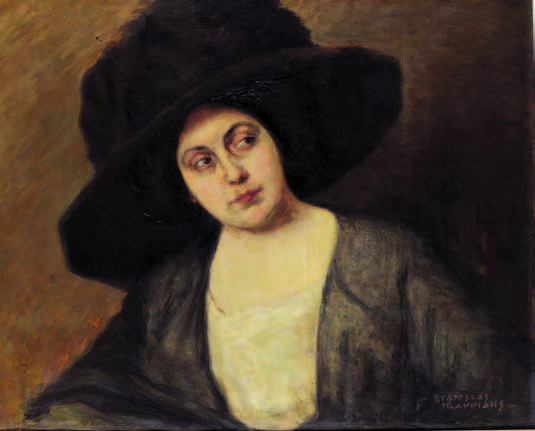
Портртет актрисы и поэтессы Теони Дракопулу (Миртиотисса, 1885—1968). (1912)

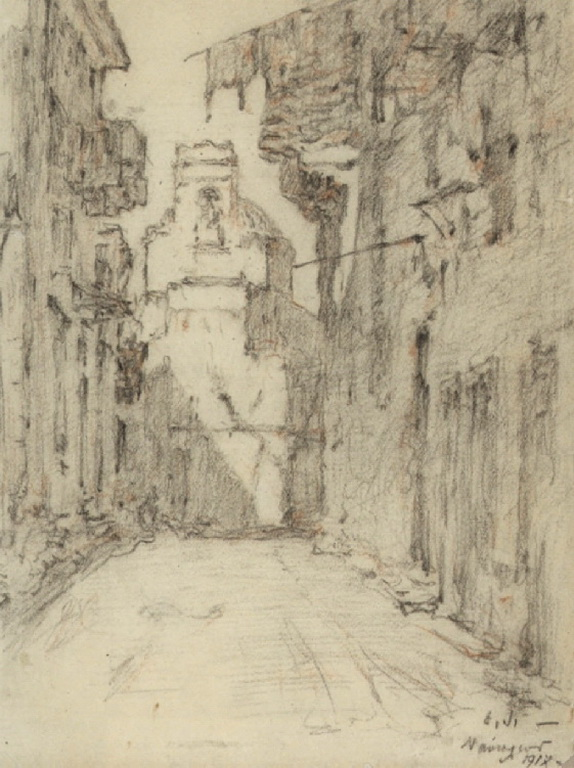
Нафплион. (1917)

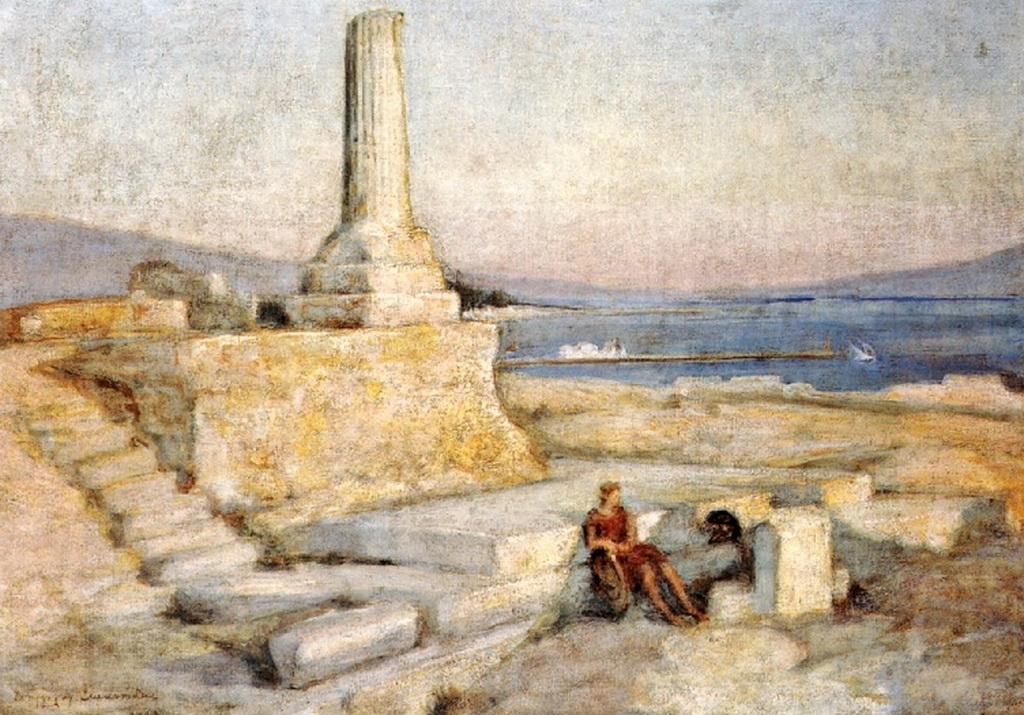
Среди древних руин (до 1920)

Эвангелос Иоаннидис родился в 1868 году, в древнем малоазийском городе Траллы (греч.  Τράλλεις ), нынешнем турецком Айдын. Город сохранял своё коренное греческое население и при османах, вплоть до 1922 года.
Отец будущего художника, Георгиос Иоаннидис, был врачом и почётным консулом Греческого королевства в городе.
В 1875 году семья переехала в Смирну.
В Смирне Эвангелос Иоаннидис окончил греческую школу и проявил первые признаки своего таланта художника.
По окончании школы, Иоаннидис отправился в Греческое королевство и поступил в Афинский университет, но вскоре оставил его и уехал в Мюнхен учиться живописи.
Здесь он познакомился с греческим художником Георгием Яковидисом. При содействии Яковидиса, он поступил в Мюнхенскую академию художеств, где в период 1878—1878 учился у Николаоса Гизиса.
В 1878 году Иоаннидис вернулся в Афины и поступил в Афинскую школу изящных искусств, где учился 3 года у Никифора Литраса.
По завершении «Школы» работал а Афинах.
В 1893 году Иоаннидис получил премию «Фонда Хрисовергиса».
В тридцатилетнем возрасте Иоаннидис вернулся в Смирну. Иоаннидис работал некоторое время в Смирне, совершая также поездки на острова Патмос и Самос, остававшиеся в те годы под османским контролем.
В 1910 году Иоаннидис принял участие в 4-й художественной выставке в афинском дворце Заппион, где его работы вызвали благосклонную оценку критиков.
Совершив путешествие в Палестину, Синай и западную Европу, Иоаннидис вернулся в Грецию и обосновался в 1917 году в Афинах.
Работая в Афинах, Иоаннидис получил широкую известность.
Искусствоведы отмечают, что с этого периода Ионнидис совершает поворот от академизма к реализму и импрессионизму.

## Хиос
В 1919 году Иоаннидис посетил остров Хиос, который был освобождён греческим флотом в 1912 году, в ходе Первой Балканской войны.
Георгиос Папандреу, бывший в тот период губернатором островов Хиос и Лесбос, задался целью создать на Хиосе художественную галерею.
По поручению Папандреу и созданного им «Комитета Хиосской галереи», Иоаннидис отправился в Париж писать копии французских художников, посвящённых Греческой революции и, в первую очередь, Хиосскую резню Эжена Делакруа.
Кроме копий, Иоаннидис написал портреты погибших при освобождении Хиоса (Халкиаса, Раллис, Лигнос, Контолеонтос, Рицос, Пастрикакис и др.), а также портреты Константина Канариса, Адамантия Кораиса и Шарля Фавье.
Все эти работы, кроме копии «Хиосской резни», сгорели вместе с галерей в пожаре 1949 года.
Копия картины Делакруа сегодня находится в Византийском музее Хиоса.
В 2009 году, сегодняшняя нео-оттоманская турецкая дипломатия выпросила изъятие копии «Хиосской резни» из византийского музея Хиоса, как: «инициативу доброй воли» для улучшения греко-турецких отношений.

## Последующие годы
В 1920 году Иоаннидис работал в Лондоне, после чего отправился в США, где расписывал православные храмы греческих общин в Back Bay (Бостон) и Чикаго.
В 1928 году он вернулся в Афины, но заболел.
После перипетий со здоровьем, вернулся к интенсивной работе.
Выставлял свои работы на персональных выставках 1934, 1935, 1936, 1937 годов.
В 1939 году написал иконы для иконостаса церкви Агиа Фотини в афинском квартале Неа Смирна, основанном его земляками, беженцами из Ионии.
Иоаннидис умер в Афинах в 1942 году, во время, тройной, германо-итало-болгарской оккупации, Греции.
Работы художника хранятся и выставляются в Национальной галерее Греции, в Муниципальной галерее Ларисы, в Муниципальной галерее города Янина и других публичных и частных галереях.